# Michael Dukakis
Michael Stanley Dukakis (Brookline, 3 novembre 1933) è un avvocato e politico statunitense.
Esponente del Partito Democratico, ne è stato il candidato alle elezioni presidenziali del 1988, venendo sconfitto dal vice presidente uscente George H. W. Bush al termine di una fallimentare campagna elettorale.

## Biografia

### Origini e formazione
Dukakis nasce a Brookline, nel Massachusetts, il 3 novembre del 1933, figlio di Panos Dukakis (1896-1979), un ostetrico greco originario di Edremit (nell'odierna regione di Marmara, in Turchia), emigrato negli Stati Uniti all'età di 16 anni, e di Euterpe Boukis (1903-2003), una casalinga greca, nata a Larissa (nella Tessaglia) da genitori arumeni originari di Vrysochori (oggi parte del comune di Zagori, nell'Epiro), emigrata invece all'età di 10 anni. Si laurea allo Swarthmore College nel 1955 e, dopo un periodo in cui presta servizio nell'esercito statunitense, consegue la laurea in Giurisprudenza ad Harvard nel 1960.

### Vita privata
Dukakis è sposato con Katharine D. "Kitty" Dukakis. Hanno tre figli: John, Andrea e Kara. Durante il secondo dibattito presidenziale del 13 ottobre 1988, a Los Angeles, Dukakis rivelò che lui e sua moglie avevano avuto un altro figlio, morto circa 20 minuti dopo la nascita; è inoltre cugino dell'attrice Olympia Dukakis.

## Carriera politica

### Candidatura a governatore del Massachusetts e governatore
Dopo alcune esperienze politiche minori, nel 1974 si candida alla carica di governatore del Massachusetts, Stato all'epoca vittima di una gravissima crisi fiscale, e viene eletto, prevalendo sul candidato repubblicano Francis W. Sargent. Durante il suo primo mandato da governatore, Dukakis è il primo importante politico del suo Stato a dichiarare che il processo ai due anarchici italiani Nicola Sacco e Bartolomeo Vanzetti è stato profondamente ingiusto e a riabilitare la loro memoria con un proclama pubblico:
(Il proclama del 23 agosto 1977 con il quale Dukakis, in qualità di Governatore del Massachusetts, assolve i due anarchici italiani dal crimine a loro attribuito, esattamente 50 anni dopo la loro esecuzione sulla sedia elettrica)
Nel 1978 Dukakis viene clamorosamente sconfitto nelle elezioni primarie dal collega di partito Edward J. King, che promuove un programma economico diverso da quello del governatore uscente. La sconfitta sembra precludergli un secondo mandato come governatore del Massachusetts, ma nonostante ciò decide di ricandidarsi alle primarie successive, nel 1982, in cui prevale su King, per poi battere il candidato repubblicano con più del 60% delle preferenze. In questa nuova campagna elettorale Dukakis gode dell'appoggio del senatore John Kerry.

### Secondo mandato da governatore
La prima fase del suo secondo mandato da governatore del Massachusetts è un periodo molto felice, che vede uno spettacolare miglioramento dell'economia, ribattezzato "Miracolo Massachusetts". Sull'onda di questa popolarità, Dukakis si candida alle primarie democratiche per le elezioni presidenziali del 1988 e le vince, sconfiggendo candidati come Jesse Jackson, Richard Gephardt, Gary Hart e Al Gore.

### Elezioni presidenziali del 1988
Ottenuta la candidatura, Dukakis sceglie come proprio candidato vicepresidente il senatore texano Lloyd Bentsen e inizia la campagna elettorale, in cui sfida il candidato repubblicano George H. W. Bush, già vice del presidente uscente Ronald Reagan. Il governatore del Massachusetts, tuttavia, incontra ben presto difficoltà nell'affermare la sua personalità sull'elettorato statunitense: il suo carattere educato, introverso e riservato è interpretato da una larga fetta dell'opinione pubblica come indice di apatia e scarsa passionalità, caratteristiche che tra l'altro contrastano profondamente con lo stereotipo generalmente attribuito alla comunità greco-americana, portandolo a finire etichettato con l'umiliante soprannome Zorba the Clerk (gioco di parole tra il titolo del film Zorba the Greek, in Italia Zorba il greco, ed il termine Clerk, letteralmente "impiegato").
A complicare la sua campagna elettorale interviene anche il senatore repubblicano Steve Symms, il quale afferma pubblicamente di aver visto diversi anni prima la moglie di Dukakis, Kitty, bruciare una bandiera statunitense durante una manifestazione di protesta all'allora imperante guerra del Vietnam. La notizia viene ripresa e diffusa da un altro parlamentare del GOP, Lee Atwater, a cui alcune fonti attribuiscono anche un'ulteriore dichiarazione, priva tuttavia di riscontri certi, in cui avrebbe tacciato Dukakis di essere un malato mentale. Tali dicerie, ancorché presto accertate come fasulle, contribuiscono a ridurre la popolarità del candidato democratico.

#### Posizione sulla pena di morte
Un ulteriore danno alla sua popolarità viene arrecato allorché la sua opinione riguardo alla pena di morte diviene di pubblico dominio. Il 13 ottobre 1988, all'inizio di un dibattito tra gli sfidanti nella corsa alla presidenza, il moderatore Bernard Shaw chiede al candidato democratico:
Dukakis ascolta con sguardo tranquillo, senza tradire alcuna emozione, poi risponde prontamente:
La freddezza nell'ascoltare e replicare in tale modo ad un quesito così violentemente diretto e personalizzato gli costano care: i sondaggi successivi al dibattito registrano infatti un calo dei consensi per Dukakis pari al 7%, passando dal 49% al 42%. La posizione del candidato democratico è stata considerata dagli elettori apatica e priva di passione, se non addirittura in contrasto con la Costituzione. Molti commentatori ed anche lo stesso Dukakis attribuiranno poi a questa risposta un ruolo determinante nella sconfitta elettorale.
Poco o nulla valgono le opinioni di quei giornalisti che considerano la domanda di Shaw inappropriata e politicamente irrilevante, riguardando un eventuale fatto personale nella vita di Dukakis e non una decisione di portata generale che il candidato presidente avrebbe potuto prendere in virtù di un suo ruolo politico, né lo aiutano i pareri di coloro che lamentano i tempi stretti del confronto televisivo, tali da imporre semplificazioni e impedire al candidati di valutare con più attenzione le proprie risposte e sviluppare riflessioni più lunghe e ponderate.

#### Altri aspetti della campagna elettorale
Dukakis si dichiara favorevole ad aumentare le ore di libertà, anche non vigilata, per i detenuti: poco dopo un carcerato afro-americano, Willie Horton, violenta una donna mentre si trova fuori di prigione con permesso, offrendo a Bush l'occasione di accusare il rivale di mettere a repentaglio la sicurezza delle donne statunitensi con la sua politica troppo garantista e permissiva.
Dukakis si difende accusando a sua volta Bush di usare un tragico fatto di cronaca nera come strumento di propaganda elettorale e ricordando il caso dell'ispanico Angel Medrano, che aveva commesso un omicidio dopo che era uscito di galera grazie ad un decreto di indulto emanato dal presidente repubblicano uscente Ronald Reagan: dal punto di vista mediatico, però, il "caso Medrano" ha molto meno spazio del "caso Horton" e l'immagine di Dukakis ne esce ulteriormente indebolita.
Dukakis è accusato di aver permesso ai suoi rivali di usare il termine "liberale" in senso negativo e dispregiativo. L'annuncio della sua intenzione di ridurre il programma "Guerre stellari" senza cancellarlo del tutto in caso di vittoria alle elezioni è un altro elemento che contribuisce a non renderlo popolare, sia tra i sostenitori che tra i detrattori del piano.
Per tentare di risollevare la sua immagine pubblica, nel settembre 1988 Dukakis si reca presso i cantieri della General Dynamics in Michigan e si fa fotografare a bordo di un carro armato da combattimento M1 Abrams, imitando la premier britannica Margaret Thatcher, che si era fatta fotografare in una posa analoga due anni prima. La performance di Dukakis è però molto meno fortunata, in quanto indossa un casco troppo grande per la sua testa e assume una posizione poco consona, dimostrando di non essere avvezzo all'uso di un carro armato.
Si ritiene infine che anche la scelta di Lloyd Bentsen quale candidato vicepresidente sia poco felice: rispetto a Dukakis, Bentsen è più vecchio di 12 anni ed ha molta più esperienza in politica, finendo per apparire agli occhi di parte dell'opinione pubblica "più presidenziale" del nominee democratico. Il dibattito televisivo del 5 ottobre 1988 che vede Bentsen opposto al candidato vicepresidente repubblicano Dan Quayle non fa che inasprire questa situazione: dopo che Quayle, come è spesso solito fare, paragona la propria esperienza congressuale a quella di John Fitzgerald Kennedy, Bentsen gli dice di essere stato amico di Kennedy e lo apostrofa con la lapidaria frase «Senator, you're no Jack Kennedy», presto divenuta popolare e proverbiale nel gergo statunitense, sia in ambito politico che non, per criticare chi tende a sopravvalutarsi e vantarsi.

#### Risultati elettorali
Il "ticket" elettorale Dukakis-Bentsen perde largamente le elezioni presidenziali del 1988, in cui riceve 41.809.074 voti, ovvero il 45,65% dell'elettorato totale, contro il 53,37% della coppia Bush-Quayle, ed ottiene il consenso di soli 111 grandi elettori, contro i 426 del rivale repubblicano. Ancora peggiori sono i risultati in ambito locale, dove i democratici risultano primi solo in 10 Stati e nel distretto di Columbia, circoscrizione tradizionalmente amica. In controtendenza il 43% dei voti ottenuti in Kansas, il 47% in Dakota del Sud e il 46% in Montana, Stati tradizionalmente a netta prevalenza repubblicana. È poi da segnalare il fatto che una grande elettrice democratica della Virginia Occidentale sceglie di votare Bentsen come presidente e Dukakis come vicepresidente, al contrario di quanto previsto.

## Attività successive
Dopo il fallimento della corsa alla presidenza, Dukakis rimane alla guida del Massachusetts per altri tre anni; gli ultimi anni della sua amministrazione sono criticati per aver approvato un significativo aumento delle tasse. Allo scadere del suo terzo mandato, nel 1991, abbandona la politica attiva e diviene professore universitario alla Northeastern University, partecipando a convegni e rilasciando interviste sulla sfortunata campagna elettorale del 1988.